# Federazione di judo del Regno Unito
La British Judo Association (abbreviata in BJA) è l'organo che governa il judo nel Regno Unito.
La BJA fa parte del International Judo Federation ed è membro della European Judo Union. Organizza le manifestazioni judoistiche locali.

## Presidenti
- Charles Stuart William Palmer dal 1961 al 1979